# 大興公共圖書館

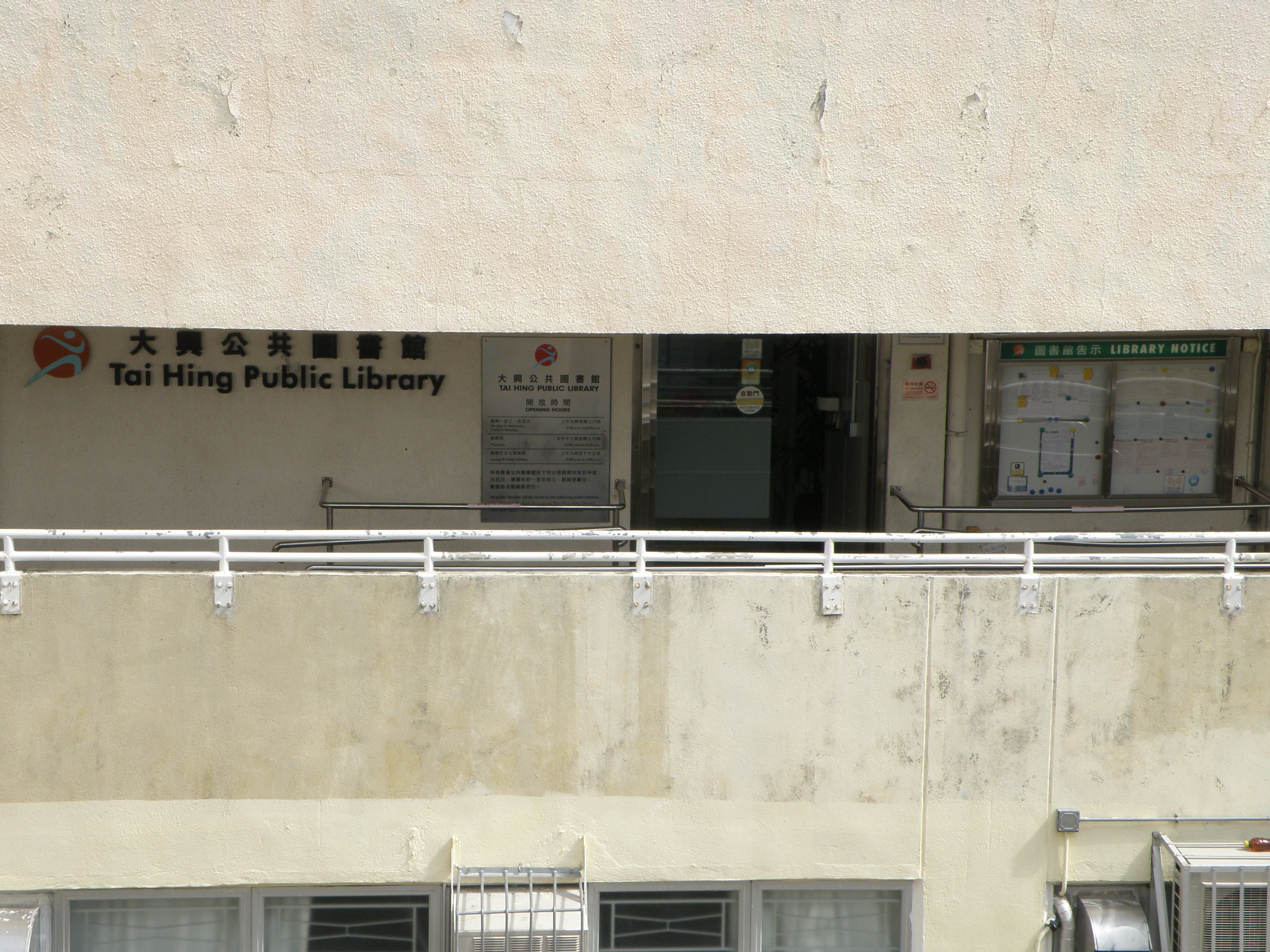
大興公共圖書館正門（2014年10月）

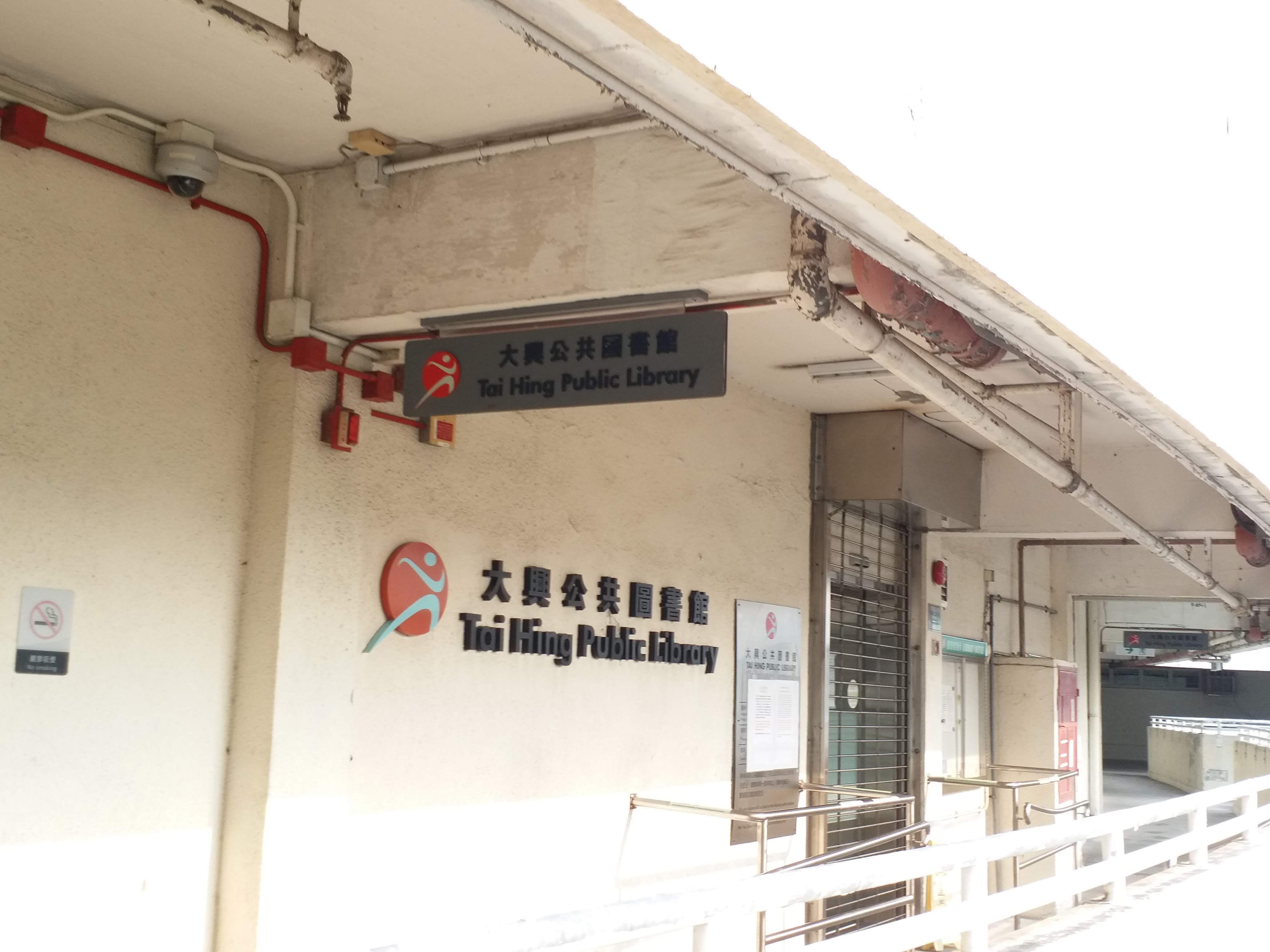
閉館期間的大興公共圖書館（2020年4月）

大興公共圖書館（英語：Tai Hing Public Library）是香港屯門區的一間公共圖書館，屬康樂及文化事務署轄下的分區圖書館，位為新界屯門區大興邨商場二樓80號。該館於1978年8月24日啟用，樓面面積641平方米，是屯門區內首間公共圖書館。

## 歷史
本館由市政事務署設立，1978年8月24日啟用，為屯門區首間公共圖書館。啟用儀式由時任屯門鄉事委員會主席劉皇發及市政事務署署理署長費士陶主持。該館初時命名為「屯門公立圖書館」，中英文藏書共有24,000冊；為配合屯門中央圖書館於1989年啟用，遂易名為大興公共圖書館。
2000年1月1日，因區域市政局及區域市政總署一併解散，本圖書館改由康樂及文化事務署管理。同年6月更進行翻新工程，於2001年2月25日竣工並重新對外開放。

## 設施及服務
本館設有成人圖書館、兒童圖書館、參考圖書部、報刊閱覽部及推廣活動室；另外提供自助借書、影印及還書箱服務。
自1990年代起，圖書館逐漸推行電子化，先於1993年11月完成書目資料電子化，提供聯機公眾檢索目錄服務。隨後館內設立互聯網數碼站，內有7部裝設Windows 10系統的電腦供公眾預約使用，並提供「列印易」自助列印服務。2008年6月底起更提供Wi-Fi無線上網服務。 為方便視障人士使用互聯網服務，館內設有專屬互聯網工作站，配備屏幕顯示放大軟件、語音合成軟件及「點寫易」中文點字輸入法輔助設備。

## 開放時間
| 日期                                                   | 開放時間    |
| ------------------------------------------------------ | ----------- |
| 星期一至星期六（星期四除外）                           | 09:00-20:00 |
| 星期四                                                 | 12:00-20:00 |
| 星期日及公眾假期                                       | 09:00-17:00 |
| 元旦日 農曆年初一至年初三 耶穌受難日 聖誕節 聖誕節翌日 | 全日休息    |

## 外部連結
- 香港公共圖書館（页面存档备份，存于）
- 香港公共圖書館 - 大興公共圖書館（页面存档备份，存于）